# اردنه‌بولغان
شهرستان اِردِنه‌بولغان (به زبان مغولی: Эрдэнэбулган сум، [Erdenebulgan sum]؛ ᠡᠷᠳᠡᠨᠢ ᠪᠤᠯᠠᠭᠠᠨ ᠰᠤᠮᠤ، [erdeni bulaɣan sumu]) یک شهرستان (سُوم) در مغولستان است که در استان خوفسگول واقع شده‌است.

## تقسیمات اداری
شهرستان اِردِنه‌بولغان متشکل از ۵ قصبه (باغ) می‌باشد، شامل:
- اودغان (مغولی: Удган баг، [Udgan bag]؛ ᠢᠳᠤᠭᠠᠨ ᠪᠠᠭ، [iduɣan baɣ])
- بورُلج (مغولی: Бөөрөлж баг، [Böörölž bag]؛ ᠪᠥᠭᠡᠷᠡᠯᠵᠢ ᠪᠠᠭ، [bögerelji baɣ])
- بولغان‌تال (مغولی: Булган тал баг، [Bulgan tal bag]؛ ᠪᠤᠯᠠᠭᠠᠨ ᠲᠠᠯ᠎ᠠ ᠪᠠᠭ، [bulaɣan tal-a baɣ])
- جِرلِگ (مغولی: Зэрлэг баг، [Zerleg bag]؛ ᠵᠡᠷᠯᠢᠭ ᠪᠠᠭ، [jerlig baɣ])
- دورغا (مغولی: Дуурга баг، [Duurga bag]؛ ᠳᠤᠭᠤᠷᠭ᠎᠎ᠠ ᠪᠠᠭ، [duɣurɣ-a baɣ])